# 武周 (三國)
武周（2世纪—3世纪），字伯南，沛國竹邑（今安徽宿州市北）人，曹魏衛尉、侍中、光祿大夫。被封南昌侯。

## 生平
武周擔任下邳令時，臧霸很敬重武周，常到他家作客。後來武周部從事總詷不法，武周得知其罪行将其逮捕刑讯致死，臧霸待武周更加親善。
張遼與當時擔任他的護軍的武周有嫌隙。張遼見刺史溫恢，請求讓胡質擔任幕僚，胡質稱病推託。張遼對胡質說：「我有心任你作官，爲什要辜負我的好意呢?」胡質回答：「古人結交朋友，看他索取多，仍相信他不貪，臨陣脫逃仍相信他不怯，聽聞流言而不信，交情才可以長久。武伯南身為雅士，將軍以往都讚賞他，今為一點小事，居然就成嫌隙。何況我胡質才能淺薄，怎麼能得到你的信任？所以我不願意就職。」張遼感其言，於是便與武周和好。

## 家庭

### 父
- 武端，九江太守、臨潁侯。

### 妻
- 杨骏姨母，生武茂

### 子女
- 武陔，字元夏，西晉開府儀同三司。[4]
- 武韶，字叔夏，西晉散騎常侍。
- 武茂，字季夏，西晉散騎常侍。[5]
- 武氏，劉芬之妻。[6]